# Centaurodendron
Centaurodendron este un gen de plante din familia Asteraceae, ordinul Asterales, care cuprinde doar două specii:
- Centaurodendron dracaenoides
- Centaurodendron palmiforme